# Măgura (Bacău)
Pour les articles homonymes, voir Măgura.
Măgura est une commune du județ de Bacău en Roumanie.